# CE Wien
Club Eissport Wien war ein österreichischer Eishockeyclub aus Wien, der 1992 aus den Eishockey-Abteilungen des WAT Stadlau und des Wiener Eislauf-Vereins entstand. Im Jahr 2000 ging CE Wien in die Insolvenz. Nachfolgevereine waren der Wiener Eislöwen-Verein (Nachwuchs) und ein Jahr später die Vienna Capitals (Profis).

## Geschichte
Der Niedergang der stärksten Eishockeyclubs Wiens, des WEVs und des WAT Stadlau, begann mit dem Abriss der Donauparkhalle 1991 und dem damit verbundenen Umzug in die Sporthalle Hopsagasse. Aufgrund der geringen Kapazität dieser (1.500 Zuschauer maximal) war kein wirtschaftlicher Spielbetrieb möglich. Da die Gemeinde Wien nur einen Eishockeyclub finanziell unterstützen wollte, fusionierten die beiden Vereine zum EC Wien.  Der EC Wien spielte in der Saison 1992/93 in der zweiten Spielklasse und belegte den vierten Rang. 1993 folgte die Umbenennung in CE Wien und am Ende der Saison 1993/94 die Vizemeisterschaft von CE in der Nationalliga. Zur Saison 1994/95 wurde die Bundesliga auf zehn Mannschaften aufgestockt, so dass der CE Wien erstmals in der höchsten Spielklasse vertreten war. Mit Rang 7 am Ende des Grunddurchgangs 1994/95 verpasste das Team knapp das obere Playoff und scheiterte im Viertelfinale an der VEU Feldkirch.
1995 zog CE Wien in die für die Eishockey-Weltmeisterschaft der Herren 1996 gebaute Albert-Schultz-Halle um (Eröffnungsspiel im Januar 1995 gegen Kapfenberg). In der Saison 1995/96 wurde der CE Wien im Grunddurchgang vierte von acht Mannschaften und scheiterte im Halbfinale abermals an Feldkirch. Ebenfalls an Feldkirch scheiterte der CE Wien im Finale der Alpenliga. Der Vizemeistertitel in diesem Wettbewerb bedeutete jedoch den größten Erfolg der Vereinsgeschichte. In der Saison 1996/97 schied der CE Wien in der Hoffnungsrunde um den vierten Halbfinalplatz aus.
1997 wurde aus Marketinggründen und auf Initiative von Bernd Freimüller wieder das Kürzel WEV (Wiener Eishockeyverein) als Vereinsname übernommen. Die Hauptrunde der Spielzeit 1997/98 beendete der WEV auf Rang 4 und scheiterte im Halbfinale erneut an der VEU Feldkirch. Im Jahr darauf gewann der WEV Platz drei und schied im Playoff-Halbfinale gegen den EC KAC aus. Die Saison 1999/2000 verlief für den WEV exakt wie das Jahr zuvor mit einer Halbfinal-Niederlage gegen den KAC. Während der Saison 1999/2000 wurde die Übernahme des Vereins durch die Anschutz Entertainment Group (AEG) vorbereitet. Die AEG stellte jedoch nach der Saison ihr Engagement ein und mangels anderer Investoren erfolgte die Vereinsauflösung. Die Nachwuchsabteilung ging in den neu gegründeten Wiener Eislöwen-Verein (WE-V) über, während mit den Vienna Capitals ein Jahr später ein neuer Profiklub erschaffen wurde.